# La Boussole (médiathèque)
Pour les articles homonymes, voir Boussole (homonymie).
La médiathèque La Boussole, est une médiathèque intercommunale située à Saint-Dié-des-Vosges. Elle s'est installé dans une ancienne friche administrative dont le bâti est labellisé patrimoine du XXe siècle au titre de sa localisation dans le cœur de ville de la cité déodatienne.
Au sein du réseau "Escales" des médiathèques gérées par la Communauté d'agglomération de Saint-Dié-des-Vosges La Boussole abrite plus de 100 000 documents, des livres, des fonds photographiques.

## Projet architectural
Le bâti relève du style architectural caractéristique des années cinquante qui est celui de l'hypercentre de la cité déodatienne progressivement reconstruit après son anéantissement par l'occupant nazi en novembre 1944.
L'édifice abrita simultanément les services de l'antenne locale de la Chambre de Commerce et d'Industrie, de l'ex Tribunal de Grande Instance ainsi que ceux de police municipale.
La requalification du bâti le destinant à un autre usage vise à opérer une restructuration complète de son aménagement intérieur tout en préservant son aspect extérieur conforme à son environnement.
Les travaux entamés en 2019, puis retardés par les mesures de confinement sanitaire de la période, ont permis une mise en service le 8 avril 2023.

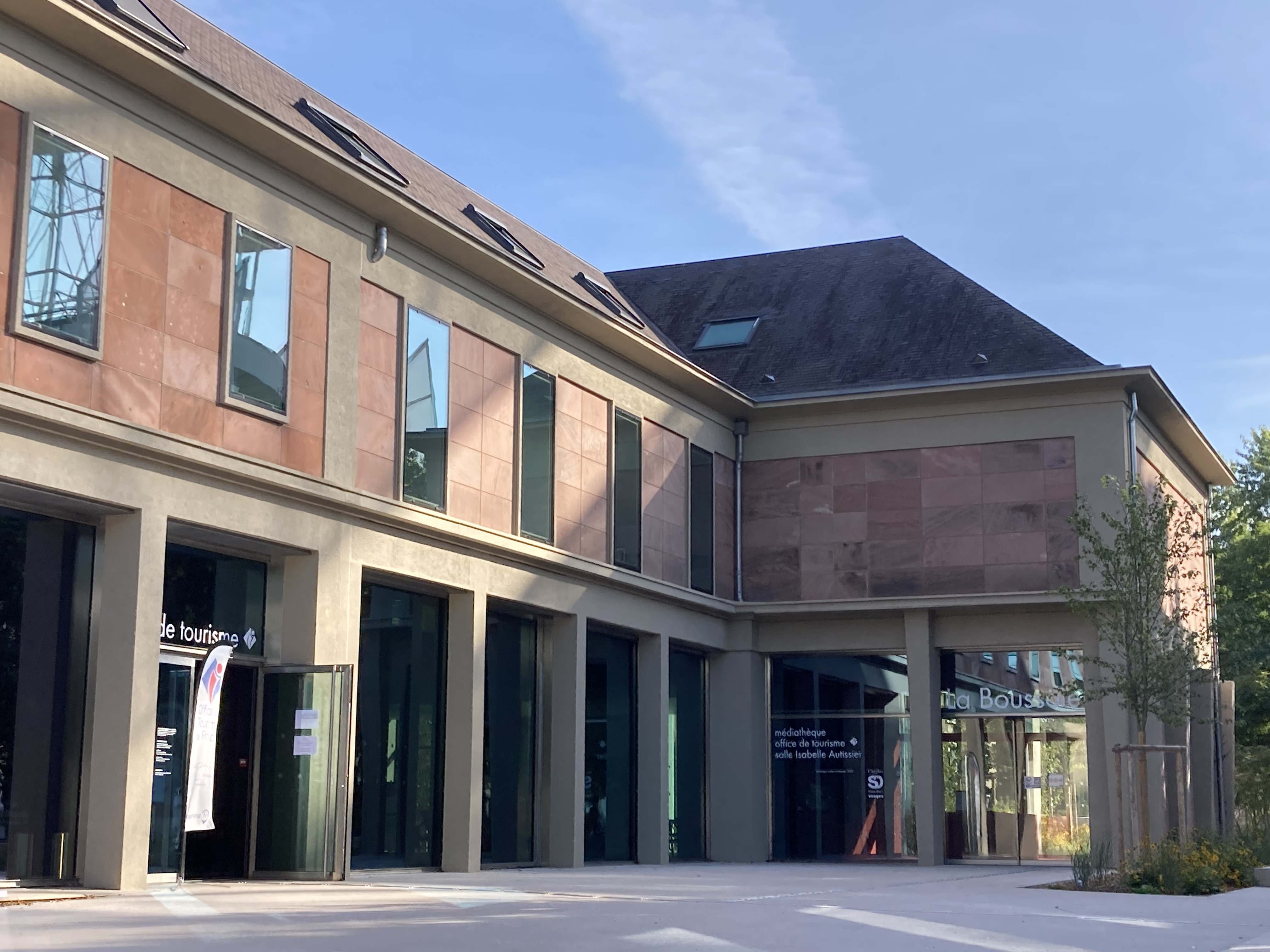
Façades de la médiathèque intercommunale La Boussole.

En janvier 2025, le cabinet d'architecture Dominique Coulon & associés, maitre d'œuvre du projet, reçoit le prix international « Architecture Masterprize 2024 » soulignant la qualité de ses prestations dans le domaine des bâtiments à usage culturel dont, en premier lieu, « La Boussole ».
La structure dispose d'une galerie permanente d'exposition et d'un jardin de lecture. À l’intérieur de l'édifice, un puits de lumière creusé dans les étages confère au bâtiment la luminosité naturelle nécessaire à son usage.
La partie bibliothèque a la particularité d'intégrer dans ses rayonnages, exposé au public, un meuble de rangement d'archives ayant appartenu à Jules Ferry.

## Projet culturel

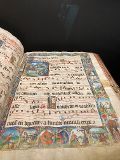
Graduel de la collégiale de Saint-Dié exposé à La Boussole

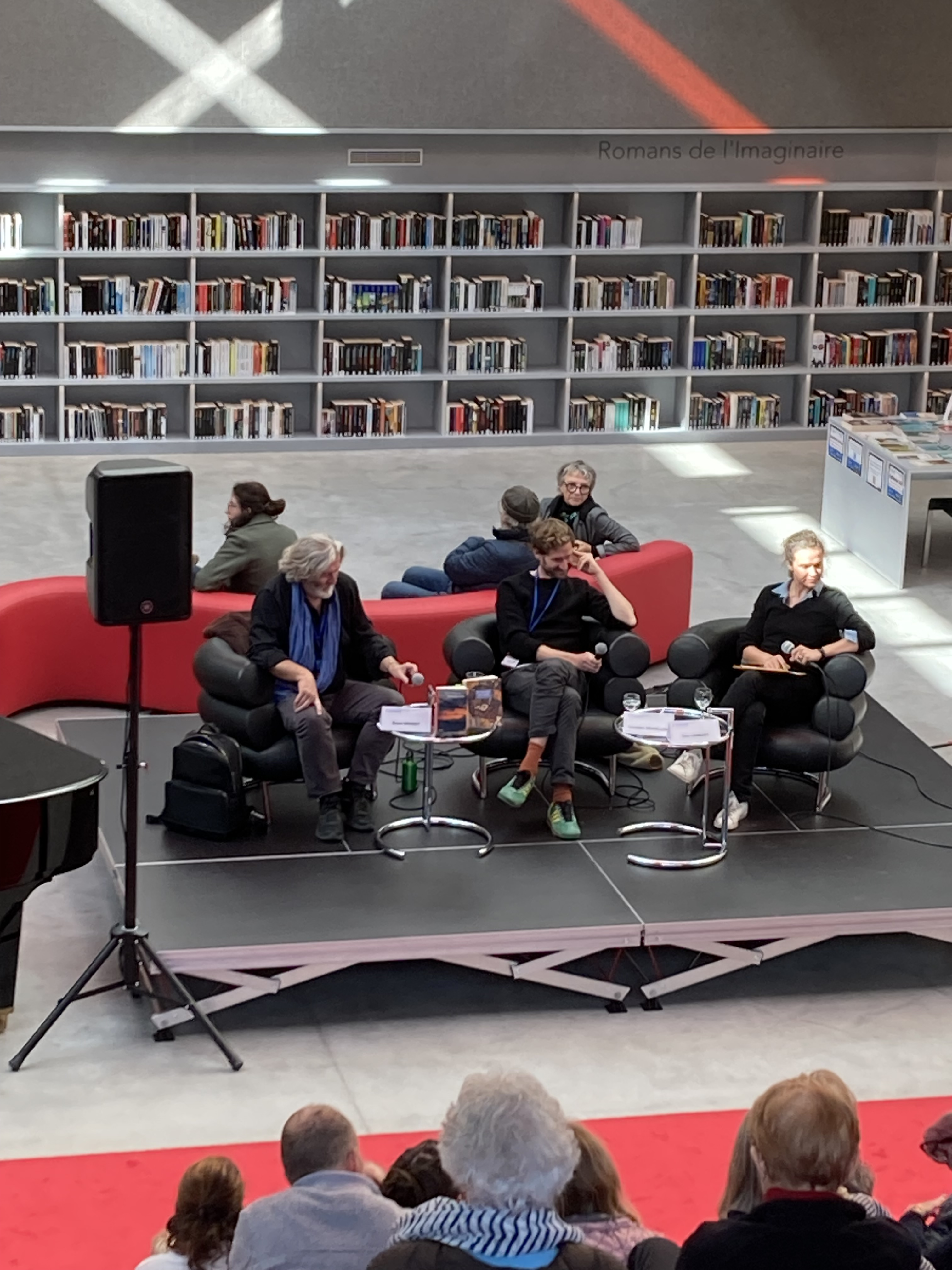
Rencontre entre auteurs et public au sein de La Boussole lors du FIG 2024.

La lecture publique relevant du champ de compétences communautaires adopté, le maître d’ouvrage du projet et le gestionnaire de la structure est la communauté d'agglomération de Saint-Dié-des-Vosges. Celle-ci a explicitement voulu développer dans son territoire un projet culturel dont le rayonnement devienne un sujet de mobilisation et de fierté de ses habitants tout autant qu'un facteur d'attractivité économique.
Au sein de La Boussole sont ainsi mis en synergie :
- une médiathèque centrale, pivot d'un réseau s'articulant sur les médiathèques localisées dans les autres communes de l'agglomération ;
- un office intercommunal de tourisme ;
- un tiers-lieu comportant un espace de travail partagé doté d'une imprimante 3D mise à disposition ;
- le fonds d'archives et le trésor documentaire hérité du fonds municipal de Saint-Dié-des-Vosges lui-même notablement alimenté par les importantes confiscations révolutionnaires opérées au détriment des abbayes proches (Senones, Moyenmoutier, Étival) et de la collégiale de Saint-Dié. Le graduel de la collégiale est ainsi exposé à la vue du public dans les conditions de conservation requises.

La Boussole hybride trois activités : office du tourisme, médiathèque et salle Isabelle-Autissier qui, en raison de sa propre flexibilité, accueille des manifestations fort diverses. La salle informatique, les espaces d'exposition et l'atelier font de même partie intégrante de la médiathèque et de son projet. Cette pluralité d'usage vise à faire de La Boussole un tiers-lieu actif et attractif au cœur de la ville-centre de l'agglomération.
La médiathèque dispose d'incunables ainsi que d'un exemplaire de la Cosmographiae introductio. Ses archives recouvrent en outre de nombreux fonds documentaires manuscrits et/ou photographiques relatifs à la famille Ferry, à Georges Sadoul, à Claire et Yvan Goll, à Adolphe Weick, à Fernand Baldensperger, à Isidore Finance. De 1901 aux années 1960, la bibliothèque était intimement liée à la Société philomatique vosgienne, d'où elle a tiré une part substantielle de ses fonds anciens.
La Boussole est en outre dépositaire d'importants fonds photographiques dont notamment celui d'Adolphe Weick, créateur de cartes postales illustrant paysages, patrimoines et événements vosgiens à la Belle Époque.
Localisée au pied de la Tour de la liberté, La Boussole se trouve par ailleurs placée au centre des manifestations du Festival international de géographie et a vocation à en devenir chaque année un lieu de conférences.
Dans les locaux de la Bibliothèque nationale de France, la médiathèque La Boussole s'est vu décerner, en octobre 2023, le Grand prix Livres Hebdo des bibliothèques (catégorie accueil) pour la performance de son attractivité et la qualité de son accueil,.
L'année 2024 confirme le dépassement notable des objectifs initiaux de fréquentation.

## Caractéristiques
- Surface : 4 600 m2.
- Architecte : Cabinet Coulon & Associés (Strasbourg).
- Activité : 100 000 prêts sur tous supports (chiffres sur 6 mois d'activité).
- Formats prêtés ou mis à disposition : livres papier, livres numériques, BD enfants et adultes, presse, jeux de plateau , vinyles, instruments de musique, partitions, cédéroms et DVD.
- Abonnés (chiffres sur 6 mois d'activité) : 8 000 dans le réseau Escale (46 % d'inscrits âgés de 0 à 14 ans, 45 % de 15 à 64 ans et 9 % de plus de 65 ans.
- Attractivité du réseau (chiffres sur 6 mois d'activité): 50 % d'inscrits issus de la ville-centre, 45% des autres communes de l'agglomération, 5 % extérieurs à la communauté d'agglomération.
- Ensemble des collections (estimation) : 100 000 documents dont 70 000 empruntables.
- Linéaire en réserves : 3 500 mètres de linéaires d’étagères pour les seules archives.